# Anna Cavazzini
Anna Katrin Cavazzini (12 de dezembro de 1982) é uma política alemã da Aliança 90/Os Verdes que é membro do Parlamento Europeu desde 2019.

## Carreira política
Cavazzini é membro do Parlamento Europeu desde as eleições europeias de 2019. No parlamento, desde então tem participado na Comissão do Comércio Internacional (desde 2019) e na Comissão do Mercado Interno e da Proteção dos Consumidores (desde 2020), que preside.
Além das atribuições nas comissões, Cavazzini integra as delegações do Parlamento para as relações com o Brasil e a Assembleia Parlamentar Euro-Latino-Americana. Ela também é membro do Grupo de Trabalho de Conduta Empresarial Responsável.